# Virginie Ehana
 (mars 2025).
Motif : Aucune source secondaire centrée
- Archive Wikiwix
- Bing
- Cairn
- DuckDuckGo
- E. Universalis
- Gallica
- Google
- G. Books
- G. News
- G. Scholar
- Persée
- Qwant
- (zh) Baidu
- (ru) Yandex
- (wd) trouver des œuvres sur Wikidata

| 1. | Préciser le motif de la pose du bandeau. | Précisez le motif de la pose du bandeau en utilisant la syntaxe suivante : {{admissibilité à vérifier\|date=mars 2025\|motif=remplacez ce texte par le motif}}                      |
| 2. | Informer les utilisateurs concernés.     | Pensez à avertir le créateur de l'article, par exemple, en insérant le code ci-dessous sur sa page de discussion : {{subst:avertissement admissibilité à vérifier\|Virginie Ehana}} |

Virginie Ehana est une actrice et comédienne camerounaise d'une trentaine d'années.

## Biographie
Née le 26 mars 1990 à Yaoundé, Virginie Ehana est une actrice et comédienne camerounaise. Elle a d'ailleurs été connue par le film INNOCENT(E) du réalisateur Frank Thierry Lea Malle, d'où elle tient le rôle principal.

## Filmographie
- Point de vue (2016)[3].
- Mes Vampires (2016)
- Neighbour (2018)
- Angles (2018)
- Les Héritiers (2019)
- Innocent(e) (2019)
- One week (2021)
- Kankan (2022)